# Edificio del 210 East 68th Street
El edificio del número 210 de la calle East 68th  es un edificio de apartamentos histórico ubicado en Nueva York, Nueva York. Se encuentra inscrito  en el Registro Nacional de Lugares Históricos desde el 16 de junio de 2005.

## Ubicación
El edificio del número 210 de la calle East 68th se encuentra dentro del condado de Nueva York en las coordenadas 40°46′01″N 73°57′46″O / 40.766944, -73.962778.